# Iakov Slachtchev
Iakov Alexandrovitch Slachtchev (en russe : Я́ков Алекса́ндрович Слащёв), né le 29 décembre 1885 et décédé le 11 janvier 1929, est un lieutenant-général russe ayant combattu dans les armées blanches dans le sud de la Russie lors de la guerre civile.

## Biographie
Né en 1885 à Saint-Pétersbourg dans une famille noble, son père est colonel dans l’armée impériale.

### Armée impériale
Il sort en 1905 de l’école militaire Paul et rejoint le régiment de la Garde Finliandski. Il étudie jusqu’en 1911 à l’académie militaire impériale Nicolas et enseigne la tactique au Corps des Pages.
En 1914 il part au front avec son régiment. Il est cinq fois blessé et reçoit l’ordre de Saint-Georges de IVe classe en 1916. La même année il est promu colonel. De juillet à décembre 1917 il commande le régiment de la Garde Moskovski.

### Armée des volontaires
En décembre 1917, Slachtchev rejoint l’armée des volontaires et est envoyé par le général Alekseïev dans le nord du Caucase afin d’y former des organisations d’officiers. En mai 1918 il est chef de l’état-major du détachement de partisans du colonel Chkouro puis occupe la même fonction dans la division cosaque du général Oulagaï.
En mai 1919, il est promu général-major pour ses faits d’armes. En décembre Slachtchev prend le commandement du IIIe corps d’armée des Forces Armées du Sud de la Russie, fort de 3 500 hommes.

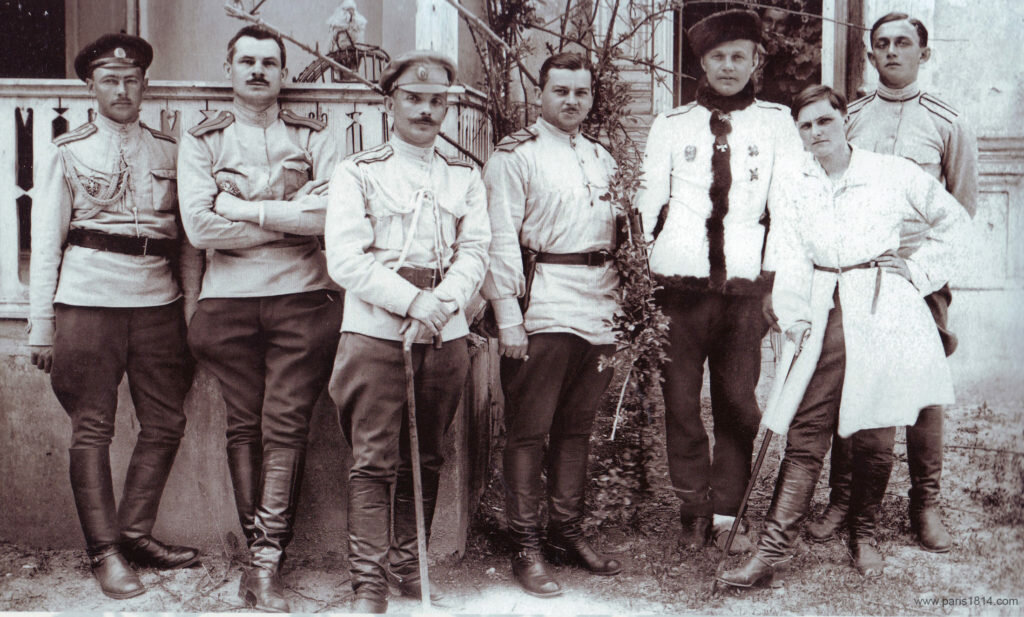
Commandant du corps d’armée de Crimée lieutenant-général Slachtchev (3e à partir de la droite), avril-mai 1920.

Durant l’hiver 1919-1920, il dirige la défense de la presqu’île de Crimée et est promu lieutenant-général en mars 1920. En novembre 1920 Slachtchev quitte la Crimée avec l’armée russe du général Wrangel et arrive à Constantinople.

### Exil et retour en Russie soviétique
Brouillé avec Wrangel et son état-major, Slachtchev est alors renvoyé de l’armée. En 1921, il entame des pourparlers avec les autorités soviétiques et, en novembre, rentre à Sébastopol. Il rejoint Moscou à bord du wagon personnel de Dzerjinski.
À partir de juin 1922, Slachtchev enseigne la tactique dans l’académie militaire « Vystrel ».

### Décès
Le 11 janvier 1929, Slachtchev est tué par balle dans sa chambre à l’académie militaire par Lazare Lvovitch Kolenberg. Celui-ci voulait venger la mort de son frère, tué lors de la terreur blanche pendant la guerre civile.